# عزيز خيون
عزيز خيون (1947 -)، ممثل عراقي، ولد في إحدى قرى الرفاعي بمدينة الناصرية في محافظة ذي قار جنوب العراق.
كانت بداياته على خشبة مسرح أكاديمية الفنون الجميلة، حيث قدم مسرحية «مركب بلا صياد» لبدري حسون فريد، عام 1973م، حيث فاز عنها بجائزة أفضل ممثل.

## مسيرتة
بدأت علاقته بالمسرح منذ عام 1969 في مدينة النجف عن طريق صديقيه مهدي سميسم وحسين القيسي. واستمرت مسيرته المسرحية إلى الآن.
رُشّح في اختتام الدورة الحادية والعشرين من مهرجان القاهرة الدولي للمسرح التجريبي في دار الأوبرا المصرية عام 2009 كواحد من عشرة من المسرحيين العرب والأجانب الذين أثروا الحركة المسرحية في بلدانهم وتركوا بصماتهم الواضحة عليها طيلة عقود من الزمن، اشتهر عربيا بدور «أبو الدرداء» في المسلسل السعودي المشترك غرابيب سود.إنه ممثل يصنع الشخصية ثم يجسّدها بلون خاص به، وبكيفية تناسب الوسيط الذي يدخل مضماره.ففي التلفزيون اجتذاهر كثيرا، بما في ذلك التأريخية التي تناسبك كثيرا في تفكيره، وظهوره والصوتي والشكلي، وواجهات الحضور الواعي ضمن تقنيات منظومته في مسلسل (الاصمعي) مؤسسة (صانع السيوف)، ومسلسل (أبو الطيب المتنبي)، ومسلسل (الكبرياء تليق المتنبي)، مسلسل (أيام العرب)، و (حرب البسوس)، و (حواء نزلت بها الايات)، و (اشهى الموائد في بلاد القواعد)، و (احلى الكلام) وغيرها الكثير.اما في الأعمال الشعبية فأن عزيز خيون اثبت بأنه يستطيع ان يلوي عنق الشخصية ويسحبها إلى منطقته الادائية الابداعية، اذ يقوم حينها باستحضار كل مصادره الذاتية مستعينا بذكاءه وقدرته على المحاكاة والتقمّص والابتعاد عن المبالغة في الاداء بالشكل الذي يجعله باقيا ضمن حدود الشخصية الشعبيّة، بعيدا عن الانفعالات الفائضة عن الحاجة.في ذلك يعود مرّة أخرى ليعتمد على مناهج واساليب اثبتها وحلّلها النقاد والمنظرون ومنهم (مايرهولد), الذي يؤكد على ان اداء الممثل مرتبط بمرجعيات سايكولوجية، ويرجع جميع الجوانب التعبيرية التي يؤديها الممثل إلى تلك المرجعيات و (ان الناحيتين الداخلية والخارجية مرتبطتان دائما في الإنسان) من خلال التركيز على تقنية الجسد وايجاد طريقة اشتغال الممثل اعتمادا على ميكانيكية الجسم وانتاج حركات تعبيرية تساهم على فهم الحوار الداخلي الذي يتم طرحه في اللقطات القريبة، التي يبغي منها المخرج الكشف عن ردود الافعال، وأظهار مديات من الالم والفرح والرغبة والموافقة والرفض التي لم يجسّدها الحوار.

## أعماله
أنجز ثمانٍ وستين مسرحية على مستوى التمثيل، منها:
- سيدرا - إخراج فاضل خليل
- الملحمة الشعبية - أخرجها إبراهيم جلال وغيرها.

وعلى مستوى الإخراج فله تسع وعشرين مسرحية وأكثر من عشرين فيلما وثائقياً وعلى مستوى السينما أكثر من خمسة أفلام سينمائية منها (القادسية)، و(اللعبة)، و(الملك غازي)، وغيرها، إضافة للكثير من المسلسلات على مستوى الإذاعة والتلفزيون.